# Nieuw Land Erfgoedcentrum

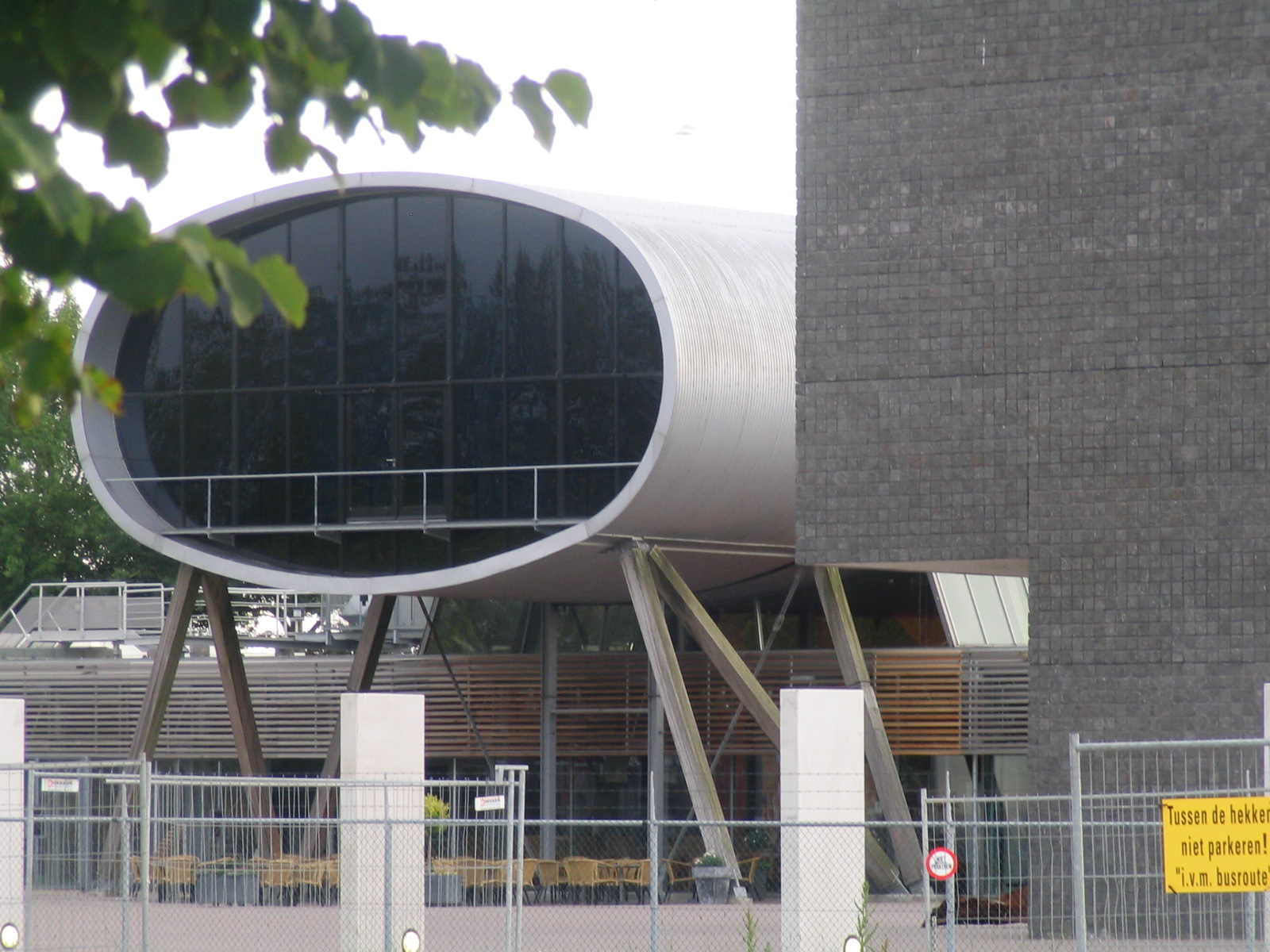
Ingang van het centrum, met de Kijker (2007)

Nieuw Land Erfgoedcentrum (NLE) was een erfgoedcentrum in de Nederlandse plaats Lelystad. Het NLE was in de kern een combinatie van een museum over Flevoland met een archief dat stukken beheerde voor verschillende overheden en particuliere organisaties in Flevoland.
De combinatie bleek niet goed te werken en er waren financiële perikelen. Daarom is het NLE in de loop van 2017 ontmanteld. Het archiefdeel is afgesplitst en ondergebracht bij Het Flevolands Archief en het museumdeel is opgegaan in museum Batavialand. Door aantal en aard van betrokken partijen werd de reorganisatie een omvangrijke operatie, terwijl de publieksfuncties zoveel mogelijk toegankelijk moeten blijven.

## Gebouwen
Het oorspronkelijke gebouw was als het ware een dwarsdoorsnede van een dijk, zoals deze rond de polders in Nederland ligt. Hier haaks bovenop lag een langwerpige ovaal, die bekendstond als 'de Kijker'. Het originele gebouw was een ontwerp van architectenbureau Benthem Crouwel. Bij uitbreiding werd de dijkvorm verlaten, maar de Kijker is nog steeds een blikvanger. De uitbreiding werd vormgegeven door Atelier PRO.
Naast het hoofdgebouw staat een authentieke schokbetonschuur uit de Noordoostpolder, die dateert uit 1951 en een monumentale status heeft.

## Activiteiten
Het centrum organiseerde vaste en tijdelijke tentoonstellingen, evenementen en educatieve programma’s over de prehistorie en geschiedenis van Flevoland, met nadruk op de inpoldering. Daarnaast is er een studiecentrum voor onder meer archiefonderzoek, dat in de nieuwe situatie zal blijven bestaan.
In het NLE was een vaste expositie te zien over de Zuiderzeewerken. De tentoonstelling toont hoe de plannen voor inpoldering tot stand kwamen, wie de voor- en tegenstanders waren, hoe de inrichting ter hand werd genomen, wie er mochten gaan wonen, en hoe de samenleving zich verder ontwikkelde. Een tweede vaste tentoonstelling verhaalt over de prehistorische Swifterbantcultuur. Aan de orde komen levenswijze, landbouw en voeding, gereedschappen en omgang met de dood.
Het Nieuw Land Erfgoedcentrum beheerde de zeer uitgebreide archeologische collectie van de provincie Flevoland. Deze collectie is goed ontsloten en beschikbaar voor wetenschappelijk onderzoek door derden. In de nieuwe situatie zal de provincie, die voor het depot verantwoordelijk is, deze taak aan Batavialand uitbesteden.

## De reorganisatie
In het erfgoedcentrum kwamen de gecombineerde hoofdfuncties niet goed tot hun recht. Daarnaast had het museum last van teruglopende bezoekersaantallen, waardoor NLE de laatste jaren regelmatig verlies leed. De provincie en de vier betrokken gemeentes moesten dat bijpassen, omdat de archieffunctie stoelt op wettelijke verplichtingen ten aanzien van bewaren van stukken en van archeologische vondsten. Door de museumfunctie af te splitsen en de archieffunctie te verzelfstandigen, hopen betrokken partijen aan de ongewenste situatie een eind te maken. Voor het museum zijn er nieuwe kansen in de samenwerking binnen Batavialand, met de Bataviawerf en het Maritiem Depot van de Rijksdienst voor het Cultureel Erfgoed.

### Ontvlechting
Het Nieuw Land Erfgoedcentrum was een personele organisatie die gericht was op het uitvoeren van de toegewezen taken: museum en archief. Het archief beheerde stukken van de betrokken overheden, maar ook materiaal van derden dat niet mee kon gaan naar het nieuw gevormde Flevolands Archief. Daarnaast was het een gebouw, waarin in elk geval twee hoofdfuncties werden uitgevoerd. Ten slotte was het een samenwerkingsverband van het Rijk, de provincie, vier betrokken gemeentes, het waterschap Zuiderzeeland, de stichting die het museum beheerde en de Stichting voor het Bevolkingsonderzoek in de drooggelegde Zuiderzeepolders. Het ontwarren van deze organisatorische kluwen wordt in provinciale stukken en de regionale pers met de term ontvlechting aangeduid.
Het Flevolands Archief is formeel per 1 januari 2017 afgesplitst. Het vastgoed van NLE is grotendeels overgenomen door de provincie, het restaurant door de gemeente Lelystad.

## Per provincie
In principe heeft elke provincie een  provinciaal steunpunt cultureel erfgoed, een onafhankelijk instituut voor cultureel erfgoed in die provincie. Het biedt gemeenten hulp bij het vormgeven van cultuurhistorisch beleid en de ruimtelijke inpassing hiervan. Ook ondersteunt het particulieren. Onder cultureel erfgoed vallen archeologische objecten, monumenten en cultuurlandschap. De steunpunten zijn soms geïntegreerd met andere provinciale instanties, zoals de provinciale erfgoedinstelling.